# Pulsar (Automarke ab 1978)
Pulsar war eine britische Automarke.

## Markengeschichte
Das Unternehmen Mirage Developments aus Biggin Hill im London Borough of Bromley übernahm 1978 von Concept Developments deren Automobilprojekt Centaur und begann mit der Produktion von Automobilen und Kits. Der Markenname lautete Pulsar. 1980 übernahm MR Developments aus Trowbridge in der Grafschaft Wiltshire die Produktion. 1982 endete die Produktion. Insgesamt entstanden etwa 30 Exemplare.
Die spätere britische Automarke Pulsar, die von 1984 bis 1987 auf dem Markt war, hatte keine Verbindung zu dieser hier.

## Fahrzeuge
Der Pulsar 2 bot Platz für 2 + 2 Personen und wurde in 26 Exemplaren verkauft. Vom zweisitzigen Pulsar 3 entstanden nur vier Exemplare. Technisch waren sie gleich. Ein Vierzylindermotor vom Hillman Imp war im Heck montiert. Ab 1981 standen auch Motoren von Ford of Britain und Mini zur Verfügung. Anstelle des beim Centaur vorne angeschlagenen, aufklappbaren Dachs, welches den Zugang zum Innenraum ermöglichte, kamen zwei gewöhnliche seitliche Türen zum Einsatz. Die Windschutzscheibe kam vom Vauxhall Ventora.